# Collocheres inaequalis
Collocheres inaequalis is een eenoogkreeftjessoort uit de familie van de Asterocheridae. De wetenschappelijke naam van de soort is voor het eerst geldig gepubliceerd in 1982 door Ho.